# Ставківська сільська рада (Піщанський район)
| Ставківська сільська рада — сільська рада у складі Піщанського району Вінницької області з адміністративним центром у с. Ставки. Сільській раді підпорядковані населені пункти: - с. Ставки |

## Склад ради
Рада складається з 14 депутатів та голови.

## Керівний склад сільської ради
| ПІБ                                                | Основні відомості                                                                                       | Дата обрання | Дата звільнення |
| -------------------------------------------------- | --- | ------------ | --------------- |
| Гилка Петро Іванович                               | Сільський голова, 1948 року народження, освіта, позапартійна                                            | 26.03.2006   | 31.10.2010      |
| Десятник Петро Петрович Ратушняк Оксана Миколаївна | Сільський голова, 1958 року народження, освіта вища, безпартійний Виконуюча обов'язки сільського голови | 31.10.2010   |                 |

Примітка: таблиця складена за даними джерела